# ドミー
株式会社ドミー（英: Domy Co., Ltd.）は、愛知県の三河地方を中心にスーパーマーケットチェーンを展開している小売業者。
本社所在地は愛知県岡崎市大平町で、同所に食品加工・物流センターを併設する。
創業理念は「ためによい」。社是は「日々前進」。
「どこよりもドミー」のCM・店内ソング、生活防衛価格の値札で知られる。

## 歴史・概要

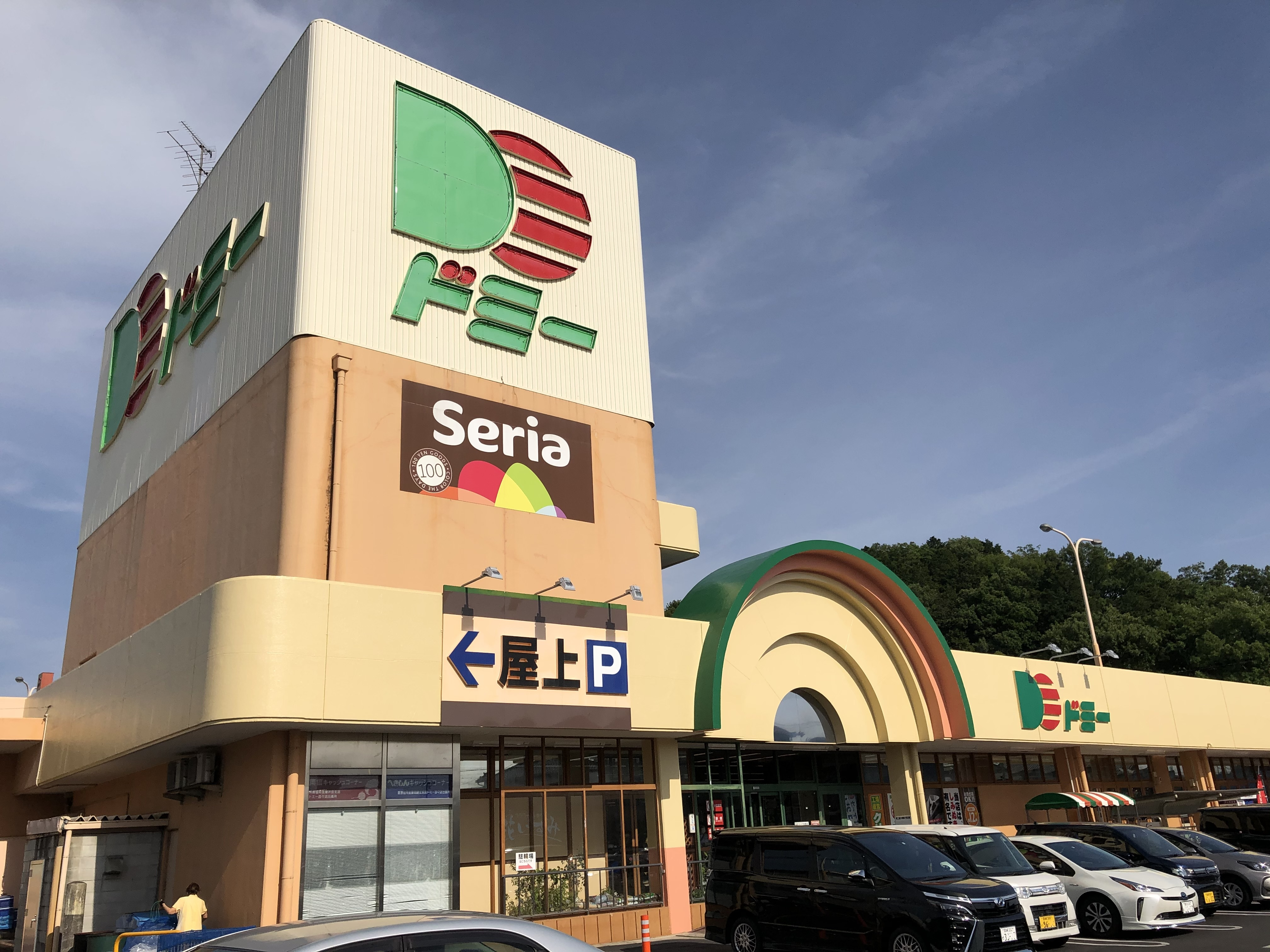
百々店

1913年（大正2年）5月20日に愛知県幡豆郡西尾町（現・西尾市）肴町に井桁屋勇吉梶川呉服店を創業したのが始まりである。
1941年（昭和16年）6月に株式会社ユーキチ呉服店を設立して法人化し、1962年（昭和37年）11月に衣料品スーパーに業態を変更後、1966年（昭和41年）7月に株式会社ユーキチに社名変更を行った。
1986年（昭和61年）に食品スーパーのドミーフーズ上地店を開店、翌年1987年（昭和62年）に株式会社ドミーフーズ（店舗としては、ドミーフーズ上地店及び豊田山之手店）を吸収合併して、総合スーパーに業態を変更した。1989年（平成元年）3月には、コーポレートアイデンティティの一環として株式会社ドミーに社名を変更した。
1992年（平成4年）6月30日に名古屋証券取引所2部に上場した。知名度の向上に加え、物流センターや加工センター、新店舗などの建設のための資金調達が目的であった。当初の予想では新規発行株式数を225万株、発行価格は1200円と見込んでいたのが、上場がバブル崩壊の時期であったこともあって、実際の新規発行株式数は100万株、発行価格は629円、調達資金は6億円にとどまった。そのため、計画していた構想を実現する目的で、1993年(平成5年）、1997年（平成9年）にスイスでワラント債を発行し、総額3500万フラン（当時の日本円で約25億円）の資金を調達することになった。
上場の翌年の1993年（平成5年）には安定株主の確保と取引先との関係強化を兼ねて株式を保有する取引先236社（食品関連101社、生活関連46社、衣料その他89社）を集めたドミー会を設立して同年9月30日に第1回の総会を開催した。
集客力の低下した場所に立地している旧店舗を閉鎖して集客力のある立地への店舗を置き換えるスクラップアンドビルドに積極的に取組んでいる。また、近隣型ショッピングセンター（NSC）の展開や1996年11月15日に岡崎市に開業したショッピングモール「レスパ」のようにカテゴリーキラーと呼ばれる大型専門店を集めたパワーセンター方式のショッピングセンターの出店も手掛けている。
1993年（平成5年）には｢ドミナントエリア構想｣などを打ち出し、出店地域を限定して出店するドミナント戦略（集中出店）による地域密着の戦略を推進している。
1997年（平成9年）3月20日に豊橋市に「ドミー渡津店」を開店したのを皮切りに、同年6月6日に豊橋市に神野店を開設して、本拠地の西三河に隣接する東三河地区へ出店地域の拡大を図った。
地域密着の戦略を徹底するため、愛知県東部の三河地方を中心とする出店地域を、創業の地である西尾市に碧南市と高浜市、幡豆郡3町(現在の西尾市南部)を加えた西三河南部地域を統括する第1地区、豊田市と刈谷市、安城市、知立市などの西三河北部・西部地域と隣接する知多地方地区や愛知郡を統括する第2地区、現在の本社のある岡崎市を管轄する第3地区、豊橋市を中心とする東三河地区を管轄する第4地区の4つの地域に分けて、各地区に地区長を置いて地区限定の独自施策を打ち出せるようにしている。
1995年（平成7年）7月25日に岡崎市の東名高速道路・岡崎インターチェンジに近い岡崎市大平町に岡崎食品加工センターを竣工して同年8月25日に本格稼働させて、精肉や水産品の加工のほか青果や寿司・刺身などを含めた惣菜まで集中的に処理を行っている。さらに、岡崎食品加工センター以外にも物流を担うセンターの設置を進め、2017年4月には岡崎市内のレスパ内にドミーデリカ惣菜センターを新設した。これにより合計4拠点として、集中出店した各店舗に1時間以内で配送する体制を整えるなどドミナント方式での集中出店戦略を支える食品加工・配送の集約化と合理化を進めている。
食品加工センター・配送センターの活用により、店舗における作業場などのバックヤードを減らすことが可能となった。店舗の面積に占める売場の比率を従来の約60%から約85%に引上げたり、完全な空調に加えて冷蔵施設や排水設備が必要となる食品スーパー部門と空調のみが必要な衣料・雑貨などの売場の入る建物を分離することで設備投資を抑制するなど、店舗運営の合理化による経費削減にも取り組んでいる。
近年は食品スーパーの出店を中核としているが、1997年（平成9年）5月期決算では売上高に占める食料品の割合は約61.8%とそれほど高くなく、1989年（平成元年）9月22日に開業した西尾シャオ店や1997年（平成9年）9月12日に開業した幡豆郡一色町の一色店、1999年（平成11年）3月12日に開業した碧南市の新川店2004年3月12日に開業した岡崎市の美合店、2007年（平成19年）9月27日に他社の居抜きで開業した幡豆郡吉良町の吉良店と衣料品や雑貨なども扱う総合スーパー的な品揃えの店舗の出店も続けていた。
しかし、食品特化の路線を推し進めたこともあり、2008年（平成20年）5月期決算には売上高約297.15億円のうち食料品が約264.69億円と約90%近くを占めるところまで食品特化が進んだ。
1994年（平成6年）9月23日に「ドミースーパーセンター知立店」を開業したのを皮切りに、1996年（平成8年）11月15日にはスーパーセンター岡崎若松店を開業するなどスーパーセンターと称する低価格型の業態の出店も行っている。
2012年（平成24年）5月期に不採算となっていた衣料品の取り扱いを縮小して実用衣料に絞り込むなど商品の取り扱い範囲の見直しを進めると共に、新規出店や改装を行い、2012年（平成24年）5月期まで10期連続の増収となった。
「ドミナントエリア構想」のもと拡大路線をとってきたドミーであるが、近年は競合との差別化を重視している。競合他社に扱いのない商品を積極的に開拓・採用するとともに、食品加工センターおよび惣菜加工センターを活用した地域密着型のオリジナルな商品開発に力を注いでいる。
地場野菜売場や地場の魚にもこだわる。創業者生誕の地である一色店開設(1997年(平成9年))を皮切りに直営の鮮魚専門店「魚加治」を展開するなど、鮮度の良い地元食材の販売に力を入れており、地域特産ブランド肉として夢やまびこ豚、奥三河どり、知多和牛などを積極的に扱っている。また食品加工センターを活用した自社加工のチルド干物や、同センターに導入した液体凍結機器「凍眠」を用いた高品質な生鮮冷凍食品の販拡に注力している。
少子高齢化社会に対応して少量パック化や野菜のバラ売りなどの少量商品の販売強化も進めている。一部の店舗では成城石井の独自開発商品（プライベートブランド）を取り扱っており、競合他社との差別化を図っている。
惣菜の開発にも注力しており、からあげグランプリでは2022年度・2023年度に「ごま油香る若鶏醤油唐揚げ」、2025年度には「三段仕込み国産鶏むね塩唐揚げ」がそれぞれ中日本スーパー総菜部門の金賞を、惣菜・べんとうグランプリでは「岡崎おうはん鶏めしいなり」が2024年度の優秀賞を受賞している。
地産地消および地域密着推進の重要な一環として、2008年(平成20年)以来、地元産の農畜産物を販売促進する「三河フェア」を年3回行っているほか、日常的な農産品の販売においても地元のJA（農業協同組合）との協力を推進している。JAあいち三河（あいち三河農業協同組合）およびJA西三河（西三河農業協同組合）との関係が深い。
2022年（令和4年）6月1日より従来のポイントカードにかわり楽天ポイントカードが導入されている。
2023年（令和5年）5月24日付で、ドミー並びに子会社である岡崎商業開発、ドミーデリカ及びドミーサービスが、独立行政法人労働者健康安全機構より受給した「小規模事業場産業医活動助成金」及び「職場環境改善計画助成金」総額約1500万円について、不正受給とみなされ、支給が取消された上で不正受給を行った事業者として事業所名が公表されるという事態が生じた。
本件不祥事についてはドミーが設置した調査委員会報告書に詳細な説明があり、報告書に従い、再発防止策及び関係者の処分を行うとのことである。
2024年（令和6年）に岡崎市とドミーは「市民サービスの向上」「地域活性化」等に資する包括連携協定を締結した 。
同年7月には、厚生労働省が発表している「カスタマーハラスメント対策企業マニュアル」に基づいた「カスタマーハラスメントに対する行動方針」を公表したほか、従業員の多様性や個性を尊重し、従業員が自分らしくいきいきと働ける職場環境づくりの一環として、従業員の身だしなみ基準の緩和を行った。具体的には髪色・髪型の原則自由化、一定のルールのもとでのネイルの自由化、三角巾着用の自由化、一定のルールのもとでのアクセサリーの装着可能化などである。
2025年（令和7年）2月26日、経済産業省より防災・減災の事前対策に関する計画である『事業継続力強化計画』が認定されている。
同年3月24日、前年の岡崎市に続き、西尾市とのあいだでも「地産地消・地元産品普及」「食育」等に関する包括連携協定を締結した。

## 沿革
- 1913年（大正2年）5月20日[4] - 愛知県幡豆郡西尾町（現・西尾市）肴町に[3]井桁屋勇吉梶川呉服店を創業[4]。
- 1941年（昭和16年）6月- 株式会社ユーキチ呉服店を設立[3]。
- 1945年（昭和20年）6月 - 呉服・太物類の品不足に対応し、梶川株式会社に社名変更[65]。
- 1950年（昭和25年）6月 - 呉服の販売再開に対応し、株式会社ユーキチ呉服店に社名を戻す[65]。
- 1962年（昭和37年）11月 - 衣料品スーパーに業態を変更[3]。
- 1966年（昭和41年）7月 - 株式会社ユーキチに社名変更[3]。
- 1973年（昭和48年）4月 - 店舗を西尾地区本部（本部:西尾本店）、豊田地区本部（本部:瀬戸店）の2つに分けて運営開始[66]
- 1986年（昭和61年）7月 - 株式会社ドミーフーズが中小スーパー共同仕入れ機構の株式会社シジシー東海本部に加入した[66]。

- 1986年（昭和61年）8月29日 - 呉服販売事業を廃止した[66]。

- 1987年（昭和62年）6月 - 株式会社ユーキチが株式会社ドミーフーズを吸収合併。総合スーパーに業態を変更[65]　シジシーにはユーキチが引き続き加盟する[66]。
- 1989年（平成元年）3月 - 株式会社ドミーに社名変更[65]。
- 1992年（平成4年）6月末 - 名古屋証券取引所2部に上場[19]。
- 1995年（平成7年）8月25日 - 岡崎市の食品加工・物流センターを稼働開始[22]。
- 1998年（平成10年）8月 - 本社事務所を岡崎市大平町へ移転[65]。
- 2001年（平成13年）9月 - 本店を西尾市から岡崎市大平町へ移転[65]。
- 2017年（平成29年）4月 - 岡崎市のレスパ内にドミーデリカ惣菜センターを新設[21]。
- 2018年（平成30年）3月27日 - 四半期報告書提出遅延により、名古屋証券取引所2部上場廃止[65]。

## 上場廃止
2003年（平成15年）5月期以降（それ以前はIR掲載なし）赤字が無く堅実な経営を続けていたが、2018年（平成30年）1月9日に店舗に係る固定資産の減損処理方法に関し、その前提となる事実に精査を要する事項の存在が判明との発表がされた。その後、弁護士等からなる第三者委員会を設置するも、2月26日が提出期限であった第2四半期決算報告書が提出できず、この提出遅延を理由として、名古屋証券取引所から2月26日に上場廃止決定がなされ、3月27日に上場廃止となった。
第三者委員会の中間報告書によると、複数の赤字店舗についての減損処理を回避する目的で、事業部レベルで行った、当該店舗への不正な利益配分が確認されている。赤字回避の粉飾決算の一種ではあるが、財務諸表では確認できない（異常値が出ない）。
第三者委員会の最終報告書は、2018年（平成30年）4月27日に公表された。報告書では、上場廃止に至る原因となった不適切な会計処理の内容が詳細にわたって記されるとともに、全社的な組織及び内部統制の問題（上場廃止以前に刊行された『ドミー100年史』所収の「未来への扉」においても、座談会に出席した当時の店長らから、毎週月曜日に本社で開催される会議における目標数字の提示などによる「あの緊迫感」やプレッシャーについて語られている）や、役員及び社員の企業コンプライアンスに対する意識の不十分さなどが、不適切な会計処理の原因として指摘され、再発防止策が提言されている。
同年5月15日付で、会計監査人であったEY新日本有限責任監査法人との監査契約が解除され、監査法人ハイビスカスが一時会計監査人に選任された（同年8月29日開催の株主総会において、監査法人ハイビスカスは会計監査人に選任されている）。
（2022年（令和4年）8月26日開催の株主総会終了をもって、会計監査人はロイヤル監査法人に交代した。監査法人ハイビスカスから、過去にドミーの監査チームを務めていた監査メンバー（公認会計士を含む）が退職する予定であり、監査人員の確保が困難であるとの申し入れがあったこと、上述の監査チームメンバーがロイヤル監査法人に参画予定であることなどから、会計監査人の引き継ぎが良好に行われると判断したことによるとのことである。なお、ロイヤル監査法人は同年8月31日付であおい監査法人に名称変更したため、現在のドミーの会計監査人はあおい監査法人である）。
2018年（平成30年）5月28日には、報告書の提言に沿った形で再発防止策が公表された。また同日、当時の代表取締役会長、専務取締役及び常務取締役が引責辞任すること、並びに6月1日付で組織変更を行い、新たに管理本部を設置するとともに、大規模な人事異動を行うことが発表された。
同年8月29日開催の株主総会において、遅延していた決算発表が行われるとともに、過年度にさかのぼって決算内容が訂正された。累計で15億円規模の減損処理が行われることになったが、債務超過にまでは至らなかった。
上場廃止後は、2004年以降における店舗数の急拡大の結果ふくらんでいた借入金の返済を続けており、2018年（平成30年）から2024年（令和6年）の間に負債は40億83百万円減少した。一方で光熱費高騰をうけ赤字決算となった2023年（令和5年）を除き、2019年（平成31/令和元年）5月期以降黒字決算が続いており、2018年から2024年までの間に純資産は13億83百万円増加している（総資産は27億円の減少）。
上場廃止後も株主優待は継続されている。

## バローホールディングスによるTOB
2025年（令和7年）7月7日、株式会社バローホールディングスは株式会社ドミーに対し、完全子会社とすることを目的として、金融商品取引法に基づく株式公開買付けを行うことを発表した。
同日開催のドミー取締役会において、同社取締役会は本件公開買付けに賛同の意見を表明するとともに、ドミーの株主に対して本件公開買付けへの応募を推奨することを決議している。
同日時点で、株式会社ドミー代表取締役社長であり第3位株主である梶川勇次、第4位株主である株式会社三菱UFJ銀行、第5位株主である西尾信用金庫、第6位株主である株式会社名古屋銀行、第8位株主であり梶川勇次社長の姉である富田京子、第10位株主である岡崎信用金庫、および梶川勇次社長の親族である3名の株主は、株式会社バローホールディングスとの間で本件公開買付けに応募する旨の契約をそれぞれ締結しているとのことである。
2024年5月31日現在でのドミーの株主数は876人であるが、2025年7月7日の時点で本件公開買付けに応募する旨の合意をした上記の株主の所有株式合計は710,405 株、所有割合は26.29％にあたる。
公開買付け開始公告日は2025年7月8日、買付価格は1株1,917円、買付期間は2025年7月8日から2025年8月20日、決済の開始予定日は2025年10月21日、買付予定数の下限は1,801,400株（66.67％）。公開買付代理人は大和証券である。
公開買付けの結果については公開買付期間末日の翌日(2025年8月21日)に公表され、応募株主に対しては公開買付期間終了後遅滞なく本件公開買付けによる買付け等の通知書が郵送されることになる。
本件公開買付けにおいて、応募株券等の総数が買付予定数の下限(1,801,400株)に満たない場合は応募株券等の全部の買付け等を行わない。応募株券等の総数が買付予定数の下限以上になった場合はスクイーズアウト手続が行われ、バローはドミーの株式のすべてを取得することになる予定である。

## 店舗
店舗出店の方針は、岡崎市の東名高速道路・岡崎インターチェンジ近くにある同社の食品加工・物流センターから車で1時間圏内の地域の人口2万5千～3万人の商圏に、毎年1～2店舗の割合で出店していく ドミナント（集中出店）方式。10年後を目処に50店舗を目指す。
｢ドミナントエリア構想｣などを打ち出して出店地域を限定して出店するドミナント戦略（集中出店）による地域密着の戦略を推進している。
この地域密着の戦略を徹底するため、愛知県東部の三河地方を中心とする出店地域を、創業の地である西尾市に碧南市と高浜市、幡豆郡3町を加えた西三河南部地域を統括する第1地区、豊田市と刈谷市、安城市、知立市などの西三河北部・西部地域と隣接する知多地方地区や愛知郡を統括する第2地区、現在の本社のある岡崎市を管轄する第3地区、豊橋市を中心とする東三河地区を管轄する第4地区の4つの地域に分けて各地区に地区長を置いて地区限定の独自施策を打ち出せるようにしている。
古い店舗の閉鎖にも積極的に取り組み、前身のユーキチ時代からあった名古屋市緑区有松や瀬戸市の店舗は閉鎖して同地区からは撤退している（なお、瀬戸市には2017年に再進出した）。
店舗の規模は、売り場面積1,500m2程度で毎日買い物に来るスーパーマーケット（SM）と、売り場面積2,000m2以上で日用品や衣料品などを揃えた週1～2回ほど来店を想定したスーパースーパーマーケット（SSM）の2種類を軸に出店している。
食品スーパー業態以外にも知立店や岡崎若松店の様なスーパーセンターと称する店舗も出店している。
また、他業種とともに出店するネイバーフッドショッピングセンター（NSC）の出店も行っており、グループ会社の岡崎商業開発が運営するレスパ（岡崎市若松町）や、ヤマナカと共に出店している新安城商業開発の運営するアンディショッピングセンター（安城市住吉町）などがある。

### 店舗の沿革
- 1962年（昭和37年）11月16日 - スーパーユーキチ西尾本町店開店（西尾市）[86]。
- 1966年（昭和41年）6月25日 - デパートユーキチ開店（西尾市）[86]。
- 1968年（昭和43年）2月 - ユーキチ美合店開店（初代、岡崎市美合町）[86]。
- 1969年（昭和44年）12月10日 - ユーキチ有松店開店（名古屋市緑区有松町）[86]。
- 1970年（昭和45年）3月17日 -  ユーキチ美合店閉店（初代、岡崎市美合町）[86]。
- 1972年（昭和47年）月日不明 - ユーキチ新川店開店（碧南市新川町）[86]。
- 1972年（昭和47年）6月27日 - ユーキチ幸田店開店（幸田町）[86]。
- 1973年（昭和48年）12月11日 - ユーキチ西尾駅前店開店（西尾市）[86]。
- 1974年（昭和49年）10月18日 - ユーキチ東浦店（東浦町）[86]。
- 1975年（昭和50年）10月3日 - ユーキチ豊川店開店（豊川市）[86]。
- 1977年（昭和52年）3月18日 - ユーキチ三谷店開店（蒲郡市）[86]。
- 1977年（昭和52年）9月9日 - ユーキチ大府店開店（大府市）[86]。
- 1984年（昭和59年）3月18日 - ドミーフーズ一社店開店（名古屋市）ショッピングセンター「デーエーストアー」内に出店[86]。
- 1984年（昭和59年）10月20日 - ドミー若林店開店（豊田市若林東町）ショッピングセンター「パステ」内に出店[86]。
- 1986年（昭和61年）7月18日 - ドミーフーズ上地店開店（岡崎市）[86]。
- 1989年（平成元年）8月21日 - ドミーフーズ一社店閉店（名古屋市）[86]。
- 1989年（平成元年）9月21日 - ドミー西尾シャオ店開店（西尾市）ショッピングセンター「おしろタウンシャオ」内に出店[86]。
- 1990年（平成2年）9月7日 - ドミー飯村店開店（豊川市）[86]。
- 1990年（平成2年）9月22日 - ドミー武豊店開店（知多郡武豊町）[86]。
- 1991年（平成3年）7月3日 - ドミー百々店開店（岡崎市）[86]。
- 1991年（平成3年）8月7日 - ドミー稲熊店開店（愛知県岡崎市）[86]。
- 1992年（平成4年） - ドミー高浜店開店（愛知県高浜市）ショッピングセンター「Tぽーと」内に出店[86]。
- 1994年（平成6年）6月24日 - ドミー安城横山店開店（安城市）[86]。
- 1994年（平成6年）9月23日 - ドミー知立店開店。ドミー初のスーパーセンター方式だった[86]。
- 1996年（平成8年）11月15日 - ドミー若松店開店（岡崎市）ショッピングセンター「ショッピングモール・レスパ」内に出店[86]。
- 1997年（平成9年）3月20日 - ドミー渡津点開店（豊橋市高洲町）
- 1997年（平成9年）6月6日 - 既存店舗（元ウエルマート）の営業権を引き継ぎ、ドミー神野店開店（豊橋市神野新田町）[86]。
- 1997年（平成9年）9月12日 - ドミー一色店開店（西尾市一色町）[86]。

### 過去に存在した店舗
出典：

#### 名古屋市
- ユーキチ有松店（名古屋市緑区有松町、1969年（昭和44年）12月10日開店 - 閉店日不明）
  - ユーキチとしては3店舗目。名鉄有松駅の南に位置していた。売り場面積は135坪。食料品は株式会社丸正（後の株式会社ハローフーヅ）が、衣料品はユーキチが担当した。
- ドミーフーズ一社店　デーエーストア（1984年（昭和59年）3月18日開店 - 1989年（平成元年）8月21日閉店）
  - 株式会社アオヤマが昭和59年に倒産し、同社が運営していた一社店を1984年（昭和59年）2月3日に株式会社ドミーフーズが引き継ぐ形で同年3月18日に開業した。在庫や社員、店舗など株式会社アオヤマ 一社店の遺産をすべて引き継いだ。売り場面積は150坪で、食料品、衣料品、インテリア用品を扱った。周辺には、清水屋藤ヶ丘店、西友高針店など大型店舗があり、小規模な一社店は太刀打ちできないと判断し、1989年（平成元年）8月21日に閉鎖した。

#### 岡崎市
- 上地店（岡崎市上地１丁目、1986年（昭和61年）7月18日 - 2014年（平成26年）4月20日閉店）
  - ドミーの食品スーパーとしては第一号になるドミーフーズ上地店として開店した[7]。 駐車場は300台、寿がきやなど専門店12店舗が入居していた。1989年（平成元年）11月9日には、隣接してドミー上地衣料品館を開設し、食料品と衣料品のワンストップショッピングを目指した。開業年の年間売り上げは25億円を超えていた。跡地は現在、スギ薬局上地一丁目店。
- ユーキチ美合店（初代、岡崎市美合町、1968年（昭和43年）2月 - 閉店日不明）　
  - 西尾市外に出店するのは初めてで、この店舗が2号店となる。マンション内に入居し、ユーキチは2階に出店、1階の食料品は株式会社丸正（後の株式会社ハローフーヅ）が出店した。面積は30坪。
- ユーキチ美合店(2代目、美合町字生田225、1970年（昭和45年）3月17日 - 月日不明)
  - 1983年（昭和58年）12月24日に火災で焼失したものの、1984年（昭和59）12月6日から営業を再開した。
- ドミー美合店（岡崎市美合町入込8-2、2004年（平成16年）3月12日[8] - 2024年（令和6年）1月28日閉店[87]）
  - 2020年（令和2年）11月27日に旧ドミー美合店北東にイオンタウン岡崎美合が開店している。

#### 幸田町
- ユーキチ幸田店（1972年（昭和47年）6月27日 - ）
  - 5号店目として開業。ショッピングセンター「幸田ドミープラザ」内に出店した。JR東海道線幸田駅（当時は国鉄幸田駅）前にあった。幸田町で営業していた個人商店をテナントとして協同組合を結成し開業した。

#### 西尾市
- スーパーユーキチ西尾本町店（西尾市中央通り、1962年（昭和37年）11月16日 - 閉店日不明）
  - 梶川晃平がユーキチ呉服店の支店として開設された。開店当時は西三河での初のスーパーであった。
- デパートユーキチ（西尾市本町通、1966年（昭和41年）6月25日 - 閉店日不明）
  - 売り場面積500坪の大型店舗で、3階建てであった。当初、2階建てとする予定だったが、隣接地に西川屋が出店すると判明し、急遽3階建てとした。3階部分は1966年設立の株式会社ユーキチストアーが運営し、食堂、菓子、一般雑貨部門を担当した。
- ユーキチ西尾駅前店（1973年（昭和48年）12月11日開店 - 閉店日不明）
  - 名鉄西尾駅の名鉄西尾ショッピングセンターに8号店目として出店した。鉄筋コンクリート製4階建て、総面積3300坪、駐車台数140台だったが、駐車スペースは後に400台まで拡大した。ユーキチはキーテナントとして2階から4階までを担当し、衣料品を販売した。売り上げ目標は12億円だったが12億3000万円を達成した。一般衣料部門とは別に紳士カジュアル部門をボブ、婦人カジュアル部門をポピーと名付け展開した。1階を担当した名鉄ストアーの青果部門には株式会社ドミーフーズが出店した。

#### 豊川市
- ユーキチ豊川店（1975年（昭和50年）10月3日開店 - 2011年（平成23年）8月28日閉店）
  - ボウリング場からの転身は2号店となる。ユーキチとしては10号店目。売り場構成は、株式会社ユーキチが総合衣料品、株式会社ドミーが食料品を担当し、株式会社ドミーのテナントとして、野菜・果物のドミーフーズ、精肉のタケダミート、鮮魚のニューウオジョウ、ゲームセンターのタイトーなどが出店した。1987年（昭和62年）7月3日、老朽化のため改装を経てリニューアルオープンし、実用衣料を強化した品ぞろえに変更した。
- ドミー蔵子店（2009年（平成21年)7月9日開店 - 2023年（令和5年)1月29日閉店）
  - 2023年（令和5年）4月4日に旧ドミー蔵子店の北西1kmほどの位置にイオンモール豊川が開業している。

#### 蒲郡市
- ユーキチ三谷店（1977年（昭和52年）3月18日開店 - 閉店日不明）
  - 食料品を株式会社ヤマナカ、衣料品をユーキチが担当し、ユーキチとしては11店舗目となる。テナントにはカメラ、生花店など20店舗が出店。ボウリング場跡地を居抜きで出店していた。蒲郡市中心部にユニーがあり競争が激しく、1990年（平成2年）3月にヤマナカに貸していたスペースを返還してもらい黒字となった。

#### 安城市
- 安城アンフォーレ店（2017年(平成29年)6月1日開店 - 2021年（令和3年)1月31日閉店[88]）
  - ドミー初の公共施設への出店だったが[89]、アンフォーレからは3年半で撤退することになった。

#### 碧南市
- ユーキチ新川店（碧南市新川町、1972年（昭和47年） - 閉店日不明）

#### 大府市
- ユーキチ大府店（1977年（昭和52年）9月9日 - 2000年（平成12年）3月31日）
  - 大府ショッピングセンター協同組合「オスカ」内に12号店目として出店。現在、跡地にホテルアズイン大府及びサンマンションアトレ大府駅前が建っている。協同組合の熱心な説得に断れず、出店したものの閉鎖まで1度も黒字にならなかった。20億円程度の負債を抱えることになった。閉店後、大府市桃山町一丁目に新築移転した。

#### 武豊町
- ドミー武豊店（1990年（平成2年）9月22日 - 1994年（平成6年）5月閉店[90]。）
  - 名鉄知多武豊駅周辺の商店街各店と株式会社ユーキチ、ハローフーヅ株式会社の3社で1983年に武豊商業開発株式会社を設立した。その後1990年2月に武豊ショッピングセンター「TAK21（タックツーワン）」を名鉄知多武豊駅前に開店した。１階はハローフーヅが食料品を、１階の一部と２階にはドミーが日用雑貨と衣料品を担当した。だが、売り上げが伸びず４年後の1994年にドミーが撤退した。跡地には建物がまだ残っており、衣料品にはマツオカが入っている[91]。

#### 東浦町
- ユーキチ東浦店（1974年（昭和49年）10月18日開店 - 閉店日不明）
  - 駐車台数：280台
  - ショッピングセンターワイワイプラザ内に出店。ボウリング場跡地を使用し、株式会社丸正（後の株式会社ハローフーズ）とともに開発した。株式会社ユーキチが衣料品、株式会社丸正が食料品を担当した。専門店は、「ジーンズショップ・ポピー」、「靴のマルトミ」、「きしめんの穂波」、「スガキヤ」などが入居していた。食料品担当の丸正は混雑したものの、ユーキチは業績を伸ばすことができず、開業の2年後にバラエティショップへ改装を行った。ユーキチとしてのボウリング場からの転身は東浦店が1号店となる。
- 東浦バラエティストアー（東浦店の隣接地、1976年（昭和51年）4月28日開店。）
  - 衣料品・食料品と日用雑貨、寝具インテリア、おもちゃ、カー用品を扱うバラエティストアを専門店に加えた。1978年（昭和53年）3月25日に再び改装し、「ユーキチホームセンター東浦店」を拡充オープンした。開業当時流行していたDIYをテーマにカー用品、電化製品の専門性に勤めた店づくりを行った。1978年には食料品部門を担当していたハローフーズに代わり、自社で食料品部門を初め、大型ショッピングカートやベルトコンベア式のレジを採用し、リフレッシュオープンした。

#### 豊田市
- ユーキチ豊田朝日店（1973年（昭和48年）9月1日 開店- 1998年（平成10年）8月23日閉店）
  - ショッピングセンター「メイツプラザ」内に7号店目として出店。4階建ての内、1階の食料品を株式会社名鉄ストアーが、2階と3階の衣料品をユーキチが担当した。また、名鉄ストアーのテナントとして青果部門に株式会社ドミーフーズが出店した。駐車台数は150台。
- ドミー若林店

#### 東郷町
- 東郷店：2007年（平成19年）6月7日開店 - 2020年（令和2年）2月9日閉店[92]
  - 2020年（令和2年）9月14日に旧ドミー東郷店から1kmほどの位置にららぽーと愛知東郷が開店している。

#### 瀬戸市
- ユーキチ瀬戸店（瀬戸市横山町、1973年（昭和48年）5月18日開店 - 閉店日不明）
  - 名鉄瀬戸ショッピングセンター内に6号店として出店。

### 店舗数
- 33店舗

## 関連会社

### 子会社
- ドミーサービス株式会社[65]
- ドミーデリカ株式会社（惣菜・寿司）[65][93]
- 岡崎商業開発株式会社[65]

### 持分法適用関連会社
- 新安城商業開発株式会社[74]

### 食育
2008年（平成20年）6月から同じ東海地区に本拠地とするアオキスーパー、ぎゅーとら、トミダヤ、ナフコ不二屋、バローと共に「食育キャラバン隊」の活動を開始している。

## 社名の由来
身近な日常生活の「向上（Development）」を願い、 時流に流されず「独創性（Originality）」にあふれた事業戦略を展開。 快適な生活提案を通して新たな「価値（Merit）」を生み出すこと。より
YはYouを表している